# Sh2-119
Sh2-119 è una nebulosa diffusa osservabile nella costellazione del Cigno.
Si individua circa 2 gradi ad ovest della Nebulosa Nord America, o 9 gradi ad ovest della brillante stella Deneb; sembra avvolgere la stella 68 Cygni, di quinta magnitudine. Può essere osservata con un telescopio amatoriale di media potenza e si mostra molto bene nelle fotografie a lunga posa.
La sua forma appare simile a due gusci che si dispongono ad est e ad ovest di 68 Cygni; la parte orientale è la più estesa. Nella parte meridionale sono visibili dei sottili filamenti e bozzoli di nebulosità oscure, che contrastano fortemente sia con il chiarore della nebulosa che con il ricco campo stellare di sottofondo. La distanza di Sh2-119 è stimata sui 2200 anni luce da noi.